# دوم ۳
دوم ۳ (انگلیسی: Doom III) یک بازی ویدئویی در سبک تیراندازی اول شخص است که توسط Id Software توسعه یافته و به‌وسیلهٔ اکتیویژن عرضه شده‌است. دوم ۳ در پلت‌فرم‌های لینوکس، اکس‌باکس ۳۶۰، ایکس‌باکس، و مایکروسافت ویندوز منتشر شده‌است. این بازی اولین بازشروع این مجموعه به شمار می‌رود که وقایع داستانی نسخه‌های قبل را نادیده می‌گیرد.

## خلاصه داستان
عضو هیئت مدیره شرکت UAC، الیوت سوان، به همراه محافظش جک کمبل و یک تفنگدار دریایی که اخیراً منتقل شده بود، به «شهر مریخ» - دروازه اصلی دسترسی به پایگاه مریخی UAC - می‌رسند. سوان که برای بررسی چندین حادثه مرتبط با مجموعه دلتا اعزام شده، جلسه‌ای پرتنش با دکتر مالکوم بتروگر، مدیر تاسیسات، برگزار می‌کند. در همین حال، تفنگدار دریایی به سرجوخه توماس کلی گزارش می‌دهد تا دستورات لازم را دریافت کند.
کلی به تفنگدار دریایی دستور می‌دهد تا یک دانشمند گم‌شده از آزمایشگاه‌های دلتا را پیدا کند. تفنگدار دریایی، دانشمند را در یک تاسیسات ارتباطی از رده خارج شده می‌یابد که در حال تلاش دیوانه‌وار برای ارسال هشداری به UAC در زمین درباره آزمایش‌های تلپورتاسیون بتروگر است. اما درست وقتی که دانشمند سعی می‌کند وضعیت را برای تفنگدار توضیح دهد، یک آزمایش تلپورتاسیون دیگر انجام می‌شود که از کنترل خارج می‌شود. در این لحظه، یک موج ضربه‌ای سراسر پایگاه مریخ را درمی‌نوردد.
نیروهای جهنم از طریق دروازه تلپورتور حمله می‌کنند و بیشتر پرسنل پایگاه را به زامبی تبدیل می‌کنند. تفنگدار دریایی اکنون باید در میان انبوه هیولاها و موجودات جهنمی بجنگد تا هم جان خود را نجات دهد و هم راز این فاجعه را کشف کند. بتروگر که ظاهراً در این حوادث دست دارد، ناپدید می‌شود و سوان و کمبل نیز به دنبال پاسخ هستند. وضعیت به سرعت از کنترل خارج می‌شود و پایگاه مریخ به جهنم دوم تبدیل می‌گردد.